# Рибаки (Раменски район)
Рибаки (на руски: Рыбаки) е село в Раменски район, Московска област, Русия. Населението му през 2010 година е 287 души. Известният руски революционер Фьодор Николаевич Мелников е роден в Рибаки.
Рибаки е разположено в централната част на Европейска Русия.

## Климат
Климатът на Рибаки е умереноконтинентален (Dfb по Кьопен) с горещо и сравнително влажно лято и дълга студена зима.

## Примечания
1. ↑   Численность сельского населения и его размещение на территории Московской области (итоги Всероссийской переписи населения 2010 года). Том III, архив на оригинала от 20 октомври 2013, https://www.webcitation.org/6KVSB8BfU?url=http://www.msko.gks.ru/wps/wcm/connect/rosstat_ts/msko/resources/e40105804129853eb81eff367ccd0f13/3+%D1%82%D0%BE%D0%BC.rar, посетен на 9 септември 2017